# Зитцендорф-ан-дер-Шмида
Зитцендорф-ан-дер-Шмида (нем. Sitzendorf an der Schmida) — ярмарочная коммуна (нем. Marktgemeinde) в Австрии, в федеральной земле Нижняя Австрия. 
Входит в состав округа Холлабрун.  Население составляет 2231 человек (на 31 декабря 2005 года). Занимает площадь 61,83 км². Официальный код  —  31043.

## Политическая ситуация
Бургомистр коммуны — Леопольд Хуммер по результатам выборов 2005 года.
Совет представителей коммуны (нем. Gemeinderat) состоит из 21 места.
- АНП занимает 14 мест.
- СДПА занимает 7 мест.